# 548e Volksgrenadierdivisie
De 548e Grenadierdivisie / 548e Volksgrenadierdivisie (Duits: 548. Grenadier-Division / 548. Volksgrenadier-Division) was een Duitse infanteriedivisie tijdens de Tweede Wereldoorlog. 

## Geschiedenis
De divisie werd opgericht als zogenaamde Sperrdivisie op 11 juli 1944 door Wehrkreis IV als onderdeel van de 29. Welle. 

## 548e Grenadierdivisie
Vrijwel direct daarna kwam de divisie in actie aan het oostfront in Litouwen. Vanaf medio augustus 1944 kwam de divisie in actie tussen Raseiniai en Kelmė. De divisie bleef op ongeveer dezelfde plaats tot 5 oktober. Op dat moment lanceerden de Sovjets hun Memeloffensief. Op 9 oktober 1944 werd de divisie omgedoopt tot 548e Volksgrenadierdivisie.

## 548e Volksgrenadierdivisie
De divisie werd meteen ook op dezelfde stand gebracht als de divisies van de 32. Welle. Tot het eind van de maand werd de divisie teruggedrukt en kwam achter de Memel terecht bij Tilsit. Hier kwam het front tot rust tot begin 1945. Op 13 januari 1945 barstte het Sovjet Oost-Pruisenoffensief los. De divisie moest vrijwel meteen terug en ging via Tapiau noordelijk langs Koningsbergen het Samland in. Tegen begin februari was de divisie al noordelijk van Pillau, maar daar stopte de Sovjet opmars, na weliswaar Koningsbergen al omsingeld te hebben. De divisie nam op 19 februari deel aan de succesvolle ontzettingsaanval op Koningsbergen, en wisselde in maart de stadring zelf in. De Sovjets vielen op 6 april Koningsbergen aan en de stad viel al op 9 april 1945. Daarmee was de 548e Volksgrenadierdivisie vernietigd en hield op te bestaan.

## Bovenliggende bevelslagen
| Legerkorps         | Leger                   | Legergroep         | Plaats/regio  | Begin               | Eind              |
| ------------------ | ----------------------- | ------------------ | ------------- | ------------------- | ----------------- |
| 9e Legerkorps      | 3. Panzerarmee          | Heeresgruppe Mitte | Raseiniai     | medio augustus 1944 | 30 augustus 1944  |
| XII SS Korps       | 3. Panzerarmee          | Heeresgruppe Mitte | Raseiniai     | 30 augustus 1944    | 19 september 1944 |
| 9e Legerkorps      | 3. Panzerarmee          | Heeresgruppe Mitte | Raseiniai     | 19 september 1944   | oktober 1944      |
| 40e Pantserkorps   | 3. Panzerarmee          | Heeresgruppe Mitte | Tilsit        | oktober 1944        |                   |
| 9e Legerkorps      | 3. Panzerarmee          | Heeresgruppe Nord  | Oost-Pruisen  | november 1944       | 8 februari 1945   |
| direct onder bevel | Armee-Abteilung Samland |                    | Samland       | 8 februari 1945     | 2 april 1945      |
|                    | Armee Ostpreußen        |                    | Koningsbergen | 7 februari 1945     | 9 april 1945      |

## Commandanten
| Rang                                     | Naam        | Begin        | Eind           |
| ---------------------------------------- | ----------- | ------------ | -------------- |
| Oberst vanaf 1 oktober 1944 Generalmajor | Erich Sudau | 15 juli 1944 | 9 april 1945 † |

Generalmajor Sudau sneuvelde bij een uitbraakpoging uit Koningsbergen.

## Samenstelling
- Grenadier-Regiment 1094
- Grenadier-Regiment 1095
- Grenadier-Regiment 1096
- Artillerie-Regiment 1548
- Divisie-eenheden 1548, deels ook 548